# Larinus onopordi
Larinus onopordi es una especie de escarabajo del género Larinus, tribu Lixini, familia Curculionidae. Fue descrita científicamente por J. C. Fabricius en 1787.
Se distribuye por Grecia, Israel, Marruecos, Irán, Ucrania, Argelia, Túnez, Turquía, Francia, Georgia, Italia y Líbano. La especie se mantiene activa durante los meses de enero, marzo, abril, mayo, junio, julio y agosto.